# Nati nel 1931/Febbraio
| Questa pagina contiene informazioni ricavate automaticamente dalle voci biografiche con l'ausilio del template Bio e di un bot. L'aggiornamento è periodico e automatico e ricostruisce completamente la pagina. Se manca una persona in questa lista, sei pregato di non aggiungerla, ma accertati piuttosto che la sua voce biografica contenga il template Bio e che i dati anagrafici siano correttamente compilati. Se il template Bio manca, inseriscilo tu stesso o, in alternativa, metti l'avviso {{tmp\|Bio}} che ne segnala la mancanza. Se i dati riportati sono sbagliati, correggi direttamente la voce biografica; le modifiche saranno visibili in questa lista entro pochi giorni. Per chiarimenti vedi il progetto biografie. La lista contiene solo le 169 persone che sono citate nell'enciclopedia e per le quali è stato implementato correttamente il template Bio. Pagina aggiornata al 18 ago 2025. |

- 1º febbraio - Iajuddin Ahmed, politico bangladese († 2012)
- 1º febbraio - Madeleine Berthod, ex sciatrice alpina svizzera
- 1º febbraio - Franca Faldini, attrice, giornalista e scrittrice italiana († 2016)
- 1º febbraio - Boris Nikolaevič El'cin, politico sovietico († 2007)
- 2 febbraio - Dries van Agt, avvocato, insegnante e diplomatico olandese († 2024)
- 2 febbraio - Ugo Anzile, ciclista su strada italiano († 2010)
- 2 febbraio - Walter Burkert, storico delle religioni e filologo classico tedesco († 2015)
- 2 febbraio - Francesco Cuttone, fantino italiano († 1978)
- 2 febbraio - Dorian Gray, attrice italiana († 2011)
- 2 febbraio - Antonio Niedda, poliziotto e militare italiano († 1975)
- 2 febbraio - Judith Viorst, giornalista e scrittrice statunitense
- 3 febbraio - Jim Brasco, cestista statunitense († 2014)
- 3 febbraio - Gilbert Desmet, ciclista su strada e dirigente sportivo belga († 2024)
- 4 febbraio - Mohamad Ali Fardin, attore e lottatore iraniano († 2000)
- 4 febbraio - Isabel Martínez de Perón, politica argentina
- 4 febbraio - César Vieira, allenatore di calcio a 5 brasiliano († 2021)
- 5 febbraio - Antonietta De Simone, paroliera italiana († 2023)
- 5 febbraio - Adriana Lazzarini, mezzosoprano italiano
- 5 febbraio - Giovanni Marra, arcivescovo cattolico italiano († 2018)
- 5 febbraio - Carlo Pace, economista e politico italiano († 2003)
- 5 febbraio - Vincenzo Palazzotto, architetto italiano († 2005)
- 5 febbraio - Krystyna Radzikowska, scacchista polacca († 2006)
- 5 febbraio - Francisco Sendra, calciatore spagnolo († 2016)
- 5 febbraio - Horst Tüller, ciclista su strada tedesco († 2001)
- 5 febbraio - Guido Valabrega, storico italiano († 2000)
- 6 febbraio - Eeli Aalto, pittore finlandese
- 6 febbraio - Bernard Cagnac, fisico francese († 2019)
- 6 febbraio - Antonio Casagrande, attore italiano († 2022)
- 6 febbraio - Clelia Giacobini, microbiologa italiana († 2010)
- 6 febbraio - Marija Gusakova, fondista sovietica († 2022)
- 6 febbraio - Paul Lange, canoista tedesco († 2016)
- 6 febbraio - Lorenzo Mondo, critico letterario, scrittore e giornalista italiano († 2022)
- 6 febbraio - Jaime Salazar, calciatore messicano († 2011)
- 6 febbraio - Rip Torn, attore e regista statunitense († 2019)
- 6 febbraio - Mamie Van Doren, attrice, showgirl e modella statunitense
- 6 febbraio - Ricardo Jamin Vidal, cardinale e arcivescovo cattolico filippino († 2017)
- 6 febbraio - Paolo Violi, mafioso italiano († 1978)
- 7 febbraio - Robert McCallum Blumenthal, matematico statunitense († 2012)
- 7 febbraio - Pierre Chambon, biologo francese
- 7 febbraio - Domenico Tarcisio Cortese, vescovo cattolico italiano († 2011)
- 7 febbraio - Franco Giornelli, attore italiano
- 7 febbraio - Valentino Parlato, giornalista, politico e saggista italiano († 2017)
- 7 febbraio - Albert Snell, calciatore inglese († 2007)
- 7 febbraio - Gloria Talbott, attrice statunitense († 2000)
- 8 febbraio - Shadia, attrice e cantante egiziana († 2017)
- 8 febbraio - James Dean, attore statunitense († 1955)
- 8 febbraio - Gino Marturano, attore italiano († 2004)
- 8 febbraio - John McSeveney, allenatore di calcio e calciatore scozzese († 2020)
- 8 febbraio - Filippo Nicoletti, calciatore italiano († 2011)
- 8 febbraio - Johnny Schofield, calciatore inglese († 2006)
- 8 febbraio - Martín Urra, cestista filippino († 2002)
- 9 febbraio - Thomas Bernhard, scrittore, drammaturgo e poeta austriaco († 1989)
- 9 febbraio - Josef Masopust, calciatore e allenatore di calcio cecoslovacco († 2015)
- 9 febbraio - Robert Morris, scultore statunitense († 2018)
- 9 febbraio - Grazia Nidasio, fumettista e illustratrice italiana († 2018)
- 9 febbraio - Tofigh Jahanbakht, lottatore iraniano († 1970)
- 9 febbraio - Pia Zacco, attivista italiana († 2016)
- 10 febbraio - Giuseppe Borzi, politico italiano († 2009)
- 10 febbraio - Giorgio Cosmacini, medico e filosofo italiano
- 10 febbraio - Ángel González Adrio, ex cestista spagnolo
- 10 febbraio - Gordon Pirie, mezzofondista britannico († 1991)
- 10 febbraio - Luisa Rivelli, attrice e giornalista italiana († 2013)
- 11 febbraio - Ludovico Boetti Villanis Audifredi, avvocato e politico italiano
- 11 febbraio - Gianni Ferlenghi, ciclista su strada italiano († 2023)
- 11 febbraio - Buz Lukens, politico statunitense († 2010)
- 11 febbraio - Zoe Ann Olsen-Jensen, tuffatrice statunitense († 2017)
- 12 febbraio - Antonino Denisi, presbitero e giornalista italiano
- 12 febbraio - Agustín García-Gasco Vicente, cardinale e arcivescovo cattolico spagnolo († 2011)
- 12 febbraio - Lincoln Kilpatrick, attore statunitense († 2004)
- 12 febbraio - Connie Morella, politica statunitense
- 12 febbraio - Giancarlo Pallavicini, economista italiano
- 12 febbraio - Francisco José Pérez y Fernández-Golfín, vescovo cattolico spagnolo († 2004)
- 13 febbraio - Isaac Bardavid, attore e doppiatore brasiliano († 2022)
- 13 febbraio - Enrico Ermelli Cupelli, politico italiano († 2013)
- 13 febbraio - Ezio Galbiati, allenatore di calcio e calciatore italiano († 2014)
- 13 febbraio - Otilio Olguín, nuotatore e pallanuotista messicano († 1994)
- 13 febbraio - Joseph V. Perry, attore statunitense († 2000)
- 14 febbraio - Jonathan Adams, attore britannico († 2005)
- 14 febbraio - Valeriu Bularcă, lottatore rumeno († 2017)
- 14 febbraio - Nílton de Sordi, allenatore di calcio e calciatore brasiliano († 2013)
- 14 febbraio - Henry Theophilus Howaniec, vescovo cattolico e missionario statunitense († 2018)
- 14 febbraio - Brian Kelly, attore statunitense († 2005)
- 14 febbraio - André Laurent, ex nuotatore e ex pallanuotista belga
- 14 febbraio - Margarita Lozano, attrice spagnola († 2022)
- 15 febbraio - Claire Bloom, attrice britannica
- 15 febbraio - Gerhard Sessler, inventore e fisico tedesco
- 15 febbraio - Maxine Singer, biologa statunitense († 2024)
- 16 febbraio - Otis Blackwell, cantautore, pianista e compositore statunitense († 2002)
- 16 febbraio - Bobby Collins, calciatore e allenatore di calcio scozzese († 2014)
- 16 febbraio - Bernie Geoffrion, hockeista su ghiaccio e allenatore di hockey su ghiaccio canadese († 2006)
- 16 febbraio - Vincenzo Occhetta, calciatore e allenatore di calcio italiano († 2019)
- 16 febbraio - George Sangmeister, politico statunitense († 2007)
- 16 febbraio - Giovanni Sgrò, politico australiano († 2019)
- 16 febbraio - Ken Takakura, attore giapponese († 2014)
- 16 febbraio - Makoto Ōoka, poeta e critico letterario giapponese († 2017)
- 17 febbraio - Alfio Balbiano, calciatore italiano († 2012)
- 17 febbraio - Vittorina Gementi, insegnante e pedagogista italiana († 1989)
- 17 febbraio - Mario Medas, attore italiano († 2013)
- 17 febbraio - Yves Pouliquen, medico e saggista francese († 2020)
- 18 febbraio - Johnny Hart, fumettista statunitense († 2007)
- 18 febbraio - Toni Morrison, scrittrice statunitense († 2019)
- 18 febbraio - Piergiorgio Silvano Nesti, arcivescovo cattolico italiano († 2009)
- 18 febbraio - Bob St. Clair, giocatore di football americano statunitense († 2015)
- 18 febbraio - Lucio Urtubia, anarchico spagnolo († 2020)
- 18 febbraio - Laura Valenzuela, attrice e conduttrice televisiva spagnola († 2023)
- 19 febbraio - Alla Larionova, attrice sovietica († 2000)
- 19 febbraio - Park Sang-hoon, ex calciatore sudcoreano
- 19 febbraio - Camillo Ruini, cardinale e arcivescovo cattolico italiano
- 19 febbraio - Gisella Sofio, attrice italiana († 2017)
- 19 febbraio - Georgij Nikolaevič Vladimov, scrittore e giornalista sovietico († 2003)
- 20 febbraio - Alphonse Gallegos, vescovo cattolico statunitense († 1991)
- 20 febbraio - Margareta Hallin, attrice e soprano svedese († 2020)
- 20 febbraio - Walter Kieber, politico liechtensteinese († 2014)
- 20 febbraio - Arnold Richard Klemola, astronomo statunitense († 2019)
- 20 febbraio - Tinin Mantegazza, artista, autore televisivo e scenografo italiano († 2020)
- 20 febbraio - John Milnor, matematico statunitense
- 20 febbraio - Boris Dmitrievič Pankin, politico e scrittore kirghiso
- 20 febbraio - Tomaso Binga, poetessa e performance artist italiana
- 20 febbraio - Andy Sidaris, regista e sceneggiatore statunitense († 2007)
- 20 febbraio - Eddie Solomon, cestista statunitense († 2021)
- 21 febbraio - Giovanni Migliorini, calciatore italiano († 1980)
- 21 febbraio - Giacomo Vaccari, regista e sceneggiatore italiano († 1963)
- 22 febbraio - Andreu Bosch, calciatore spagnolo († 2004)
- 22 febbraio - Micheline Béjaud, cestista francese († 1992)
- 22 febbraio - Raniero La Valle, giornalista e politico italiano
- 22 febbraio - Maret-Mai Otsa, cestista sovietica († 2020)
- 22 febbraio - Kamiel Reynders, ex nuotatore belga
- 23 febbraio - Linda Cristal, attrice argentina († 2020)
- 23 febbraio - Ennio Falco, apneista italiano († 1969)
- 23 febbraio - Giovanni Battista Fracassetti, ex calciatore italiano
- 23 febbraio - Aldo Sambrell, attore e regista spagnolo († 2010)
- 23 febbraio - Marco Savioni, ex calciatore italiano
- 23 febbraio - Gustav-Adolf Schur, ex ciclista su strada tedesco
- 23 febbraio - Tom Wesselmann, pittore, scultore e artista statunitense († 2004)
- 24 febbraio - James Abourezk, politico e avvocato statunitense († 2023)
- 24 febbraio - Arkadij Bočkarëv, cestista sovietico († 1988)
- 24 febbraio - Dominic Chianese, attore e cantante statunitense
- 24 febbraio - Ljudmila Egorova, ginnasta sovietica († 2009)
- 24 febbraio - Charlie Logg, ex canottiere statunitense
- 24 febbraio - Paulo Lopes de Faria, arcivescovo cattolico brasiliano († 2009)
- 24 febbraio - Marta Marzotto, modella, stilista e socialite italiana († 2016)
- 24 febbraio - Uri Orlev, scrittore israeliano († 2022)
- 24 febbraio - Mona Ozouf, storica e filosofa francese
- 24 febbraio - Rocco Salini, politico italiano († 2016)
- 24 febbraio - Donato Valli, critico letterario italiano († 2017)
- 24 febbraio - Luciano Vistosi, designer e scultore italiano († 2010)
- 25 febbraio - Lorenzo Acquarone, avvocato, giurista e politico italiano († 2020)
- 25 febbraio - Eric Edgar Cooke, serial killer australiano († 1964)
- 25 febbraio - Viola Farber, ballerina e coreografa statunitense († 1998)
- 25 febbraio - Alphonse Indelicato, mafioso statunitense († 1981)
- 25 febbraio - Jean-Jacques Maurer, calciatore svizzero († 1990)
- 25 febbraio - Fernando Rodríguez, ex bobbista argentino
- 25 febbraio - Mario Tortul, calciatore e allenatore di calcio italiano († 2008)
- 26 febbraio - Melvin Bernhardt, regista statunitense († 2015)
- 26 febbraio - Ally MacLeod, allenatore di calcio e calciatore scozzese († 2004)
- 26 febbraio - Nicola Molè, politico e avvocato italiano († 2023)
- 26 febbraio - Claude Piron, esperantista, linguista e psicologo svizzero († 2008)
- 26 febbraio - Jacques Rouxel, animatore francese († 2004)
- 26 febbraio - René Seghini, calciatore argentino († 2016)
- 26 febbraio - Henri Serre, attore francese († 2023)
- 26 febbraio - Josephine Tewson, attrice britannica († 2022)
- 27 febbraio - Walter Santesso, attore e regista italiano († 2008)
- 27 febbraio - Cesare Zamboni, calciatore italiano († 2017)
- 28 febbraio - Pietro Armani, politico italiano († 2009)
- 28 febbraio - Gavin MacLeod, attore e predicatore statunitense († 2021)
- 28 febbraio - Stephan Rauschert, botanico tedesco († 1986)
- 28 febbraio - Dean Smith, cestista e allenatore di pallacanestro statunitense († 2015)
- 28 febbraio - Pete Stange, ex pallanuotista statunitense
- 28 febbraio - Szeto Wah, politico e insegnante hongkonghese († 2011)